# Irma Czaykowska
Irma Czaykowska (wł. Irmina Basilides) (ur. 4 września 1921 w Warszawie, zm. 4 stycznia 1989 tamże) – polska reżyser teatralna i telewizyjna.

## Kariera zawodowa
Ukończyła w 1948 Kurs dla Instruktorów Teatrów Niezawodowych zorganizowany w Łodzi przez warszawską Państwową Wyższą Szkołę Teatralną, a następnie studiowała reżyserię. Pracę zawodową rozpoczęła od etatu asystentki Leona Schillera w Teatrze Wojska Polskiego, a następnie reżyserowała spektakle z wieloma scenami teatralnymi w kraju. Współpracowała z Centralną Poradnią Amatorskiego Ruchu Artystycznego, która publikowała opracowywane przez nią programy poetyckie.
Została pochowana na cmentarzu komunalnym Północnym w Warszawie (kw. W-II-15, rząd 6, grób 19).

## Reżyseria teatralna

### Stała współpraca
- 1951-1953 - Teatr Ziemi Rzeszowskiej;
- 1953-1956 - Teatr Ziemi Pomorskiej;
- 1956 - Teatr Dolnośląski w Jeleniej Górze;
- 1956-1958 - Teatr Polski w Bielsku-Białej;
- 1958 - Operetki Śląskiej w Gliwicach
- 1959 - Teatr im. Stefana Jaracza w Olsztynie;
- 1960-1962 - Teatr Dramatyczny im. Adama Mickiewicza w Częstochowie;
- 1962-1963 - Bałtycki Teatr Dramatyczny w Koszalinie;
- 1964-1968 - Teatr Dramatyczny w Warszawie;
- 1967 - Operetka Warszawska;
- 1968-1970 - Teatr Klasyczny w Warszawie;
- 1974-1981 - Teatr im. Adama Mickiewicza w Cieszynie.

### Gościnnie
- 1955 - Teatr Dramatyczny w Gdyni;
- 1964 - Teatr Ziemi Opolskiej;
- 1965-1966 - Teatr im. Stefana Jaracza w Łodzi;
- 1971 - Teatr Dramatyczny w Wałbrzychu;
- 1972 - Teatr im. Juliusza Osterwy w Gorzowie Wielkopolskim.

Ponadto reżyserowała spektakle w teatrach Poznania, Białegostoku, Torunia, Legnicy.

## Reżyseria telewizyjna
Równocześnie od 1965 związana była z Telewizją Polską, gdzie zajmowała się reżyserią spektakli teatralnych. 
- 1965 - "Wyspa pokoju";
- 1965 - "Playboy zachodniego świata";
- 1967 - "Teatr cudów";
- 1967 - "O długim czekaniu";
- 1968 - "Czy to jest miłość";
- 1982 - "Intermedia";
- 1982 - "Gbury";
- 1983 - "Czarująca szewcowa".